# Пигулевский, Георгий Васильевич
Гео́ргий Васи́льевич Пигуле́вский (10 декабря (28 ноября) 1888, Ковно — 19 сентября 1964, Ленинград) — советский химик-органик, работавший в области химии природных соединений. Занимался изучением эфирных масел и смол растений, а также извлекаемых из них терпеновых соединений. Доктор химических наук, профессор Ленинградского государственного университета. Награждён орденом Ленина (1953).

## Биография
Родился 10 декабря 1888 года (28 ноября по старому стилю) в г. Ковно (сейчас — Каунас, Литва) в семье юриста Василия Ивановича Пигулевского. Кроме Георгия, в семье было ещё два сына — Борис и Владимир. В 1906 году, после окончания Виленской гимназии, поступил в Императорский Санкт-Петербургский университет на физико-математический факультет. После его окончания в 1911 году, по предложению профессора Л. А. Чугаева оставлен при кафедре химии. С 1912 года одновременно занимал должность лаборанта в отделе частного растениеводства Сельскохозяйственного учёного комитета Министерства земледелия, в 1914—1923 годах — учёный-специалист того же комитета. Одновременно преподавал в Психоневрологическом институте (1914—1918). В 1919 году преподавал аналитическую химию в Женском медицинском институте.
В 1920 году стал преподавателем (с 1929 г. — доцент) в Петроградском университете (позже — Ленинградский государственный университет, ЛГУ). В 1924—1928 г. работал заведующим лаборатории отдела охраны труда Наркомтруда Северо-западной области. В 1929 г. избран на должность профессора Химико-технологического института, возглавлял в нём кафедру жиров и масел (1929—1930). В 1931—1934 гг., одновременно продолжая преподавать в Ленинградском университете, Г. В. Пигулевский возглавлял кафедру органической химии Архангельского лесотехнического института.
В 1934 году стал профессором органической химии в ЛГУ. Тогда же возглавил в нём лабораторию биопродуктов. В 1935 г. ему была присуждена степень доктора наук без защиты диссертации.
В 1941—1942 годах Г. В. Пигулевский занимался организацией производства медицинских препаратов (стрептоцида, фенамина, глюкозы, сульфидина и сульфазола) в блокадном Ленинграде. Летом 1942 года эвакуирован в Казань. В 1942—1943 гг. занимал должность старшего научного сотрудника в Физиологическом институте им. И. П. Павлова АН СССР. В 1943 году получил и принял приглашение возглавить биохимическую лабораторию Ботанического института им. В. Л. Комарова. Руководил этой лабораторией до конца жизни. В 1944 году вернулся в Ленинград.
После возвращения в Ленинград, вернулся к руководству лабораторией биопродуктов в ЛГУ. В 1957 на её базе была организована проблемная лаборатория природных соединений Химического факультета ЛГУ, которую Г. В. Пигулевский возглавлял до конца жизни.
Г. В. Пигулевский скончался в 1964 г., в Ленинграде. Похоронен на Серафимовском кладбище.

## Научная деятельность
В первых научных работах, выполненных под руководством Чугаева, Г. В. Пигулевский занимался изучением химии терпенов. В дальнейшем основным предметом исследований стали эфирные масла и смолы хвойных растений. Помимо исследования их образования и превращений, Георгий Васильевич также изучал оптические свойства терпеновых соединений, выделяемых из этих масел,,. Ряд статей был посвящен непосредственным исследованиям растительного сырья, из которого выделялись эфирные масла и смолы,. Исследования эфирных масел имели важное прикладное значение, часть эфирных масел, обнаруженных Г. В. Пигулевским нашли свое применение в парфюмерной промышленности.
Г. В. Пигулевский занимался исследованием растительных жиров. Одним из первых, он обнаружил связь между степенью ненасыщенности жиров и климатом, в котором произрастали растения. Часть его работ посвящена химическим свойствам ненасыщенных кислот.,,
Г. В. Пигулевский одним из первых среди химиков-органиков СССР в 1937 году начал использовать явление комбинационного рассеяния света (Раман-эффект) для изучения физических свойств органических веществ. К 1961 году были собраны многочисленные данные о спектрах комбинационного рассеяния света для соединений, встречающихся в эфирных маслах хвойных растений.
В период работы заведующим лаборатории отдела охраны труда Наркомтруда Северо-западной области, Г. В. Пигулевский опубликовал ряд работ, посвященных использованию различных приборов в производстве,, а также вопросам определения в воздухе вредных веществ,.

## Педагогическая деятельность
Большое значение в жизни Г. В. Пигулевского имела педагогическая деятельность. С 1911 по 1964 г., с перерывом на время войны, он преподавал в ЛГУ, читал лекции в других университетах и институтах. За это время он прочитал множество лекционных курсов: «Жиры и масла», «О производных алифатических терпенов», «Смолы», «Терпены», «Эфирные масла» и др

## Основные труды
За свою жизнь Г. В. Пигулевский стал автором более 200 публикаций. Он является автором нескольких монографий, в том числе:
- «Эфирные масла»[6]
- «Образование и превращение эфирных масел и смол у хвойных»[7]
- «Химия терпенов»[8]

## Общественная деятельность
Являлся членом Ученого совета Ленинградского отделения Всесоюзного химического общества им. Д. И. Менделеева (ВХО), а также членом Центрального совета ВХО
В 1946—1947 гг. входил в редакционную коллегию журнала «Советская ботаника»
С 1937 г. до конца жизни входил в редакционную комиссию «Журнала прикладной химии»

## Награды и премии
1916 — Малая премия имени А. М. Бутлерова РФХО (за исследования состава масла у видов одного и того же семейства).
1953 — Орден Ленина
1954 — Премия Всесоюзного химического общества им. Д. И. Менделеева

## Семья
Жена — Нина Викторовна Пигулевская (1894—1970), советский историк, член-корреспондент АН СССР, специалист по истории Византии, Ближнего и Среднего Востока в период раннего Средневековья.